# Galectina
Las galectinas son lectinas del tipo S (SiaLac-Lectin), proteínas que contienen dominios de reconocimiento a carbohidratos (CRD) específicamente β-galactósidos con repeticiones de ácido siálico conformado por glicoconjugados ricos en N-acetilglucosamina.
Se encuentran clasificadas en tres tipos: “proto-type”(galectinas-1, -2, -7, -10) compuesta por monómeros  o homodímeros con igual CRD unidos no-covalentemente, “chimera-type” (galectina-3) monómeros u oligómeros con dominios de unión a lectina que incluye un carboxilo terminal con prolina o glicina y un N-terminal rico en tirosina, por último, el tipo “ tándem -repeat” (galectinas-4, -8, -9, -12)  con dos CRD en sus extremos carboxilo y amino que reconocer distintos carbohidratos unidos por un péptido linker substrato de trombina.
Las lectinas del tipo S se encuentran ampliamente distribuidas en el tejido animal y están implicadas en respuesta inmunitaria y oncogénesis mediando la interacción célula - célula, diferenciación, adhesión y motilidad uniendo por sus extremos complejos de ácido siálico. Además muestran reducir la movilidad de los gangliósidos en la superficie celular.
Las galectinas (Lectinas tipo S) juegan un importante papel en diferentes procesos relacionados con la respuesta inmunitaria.

## Galectinas humanas
| Galectinas humanas | Localización | Función                                          | Implicación en enfermedad                                                           |
| ------------------ | --- | ------------------------------------------------ | ----------------------------------------------------------------------------------- |
| Galectina-1        | Producida por células del sistema inmune, como linfocito T y linfocito B. Se encuentra también en músculo, neuronas y riñón. |                                                  | Implicada en cáncer.                                                                |
| Galectina-2        | Tracto gastrointestinal |                                                  | No                                                                                  |
| Galectina-3        | Amplia distribución | Implicadas en la apoptosis, inmunidad y adhesión | Implicada en cáncer Vinculado a la resistencia al tratamiento en cáncer de próstata |
| Galectina-4        | Intestino y estómago |                                                  | Enfermedad inflamatoria intestinal.                                                 |
| Galectina-7        | Epitelio escamoso estratificado.                                                                                             |                                                  | Implicada en cáncer                                                                 |
| Galectina-8        | Amplia distribución |                                                  | Implicada en cáncer                                                                 |
| Galectina-9        | Riñón, timo, líquido sinovial                                                                                                | Actúa como transportador de urato por el riñón.  | Artritis reumatoide                                                                 |
| Galectina-10       | Se expresa en eosinófilos y basófilos                                                                                        | Supresión de la proliferación de linfocitos T    | Implicada en asma bronquial.                                                        |
| Galectina-12       | Tejido adiposo |                                                  | No                                                                                  |
| Galectina-13       | Placenta |                                                  | No                                                                                  |